# Пепеляєв Євген Георгійович
Євге́н Гео́ргійович Пепеля́єв (рос. Евге́ний Гео́ргиевич Пепеля́ев; 18 березня 1918, Бодайбо — 4 січня 2013, Москва) — радянський льотчик-винищувач, командир винищувального авіаполку, найбільш результативний ас Корейської війни, Герой Радянського Союзу (1952).

## Біографія
Євген Пепеляєв народився 18 березня 1918 року в місті Бодайбо Іркутської губернії. Закінчив школу ФЗУ, перший курс Омського залізничного будівельного технікуму. У виборі шляху першорядним був вплив старшого брата — Костянтина, який став військовим льотчиком, воював у складі 402-го ІАП і загинув у повітряному бою над озером Ільмень 1941 року. До війни, переїхавши в Одесу до брата, Євген домігся прийому до аероклубу, після закінчення якого вступив до Одеської військової авіаційної школи, яку закінчив 1938 року.
Служив на Далекому Сході (на території села Бабсьтово Ленінського району Єврейської автономної області) у 300-му ІАП. Літав на літаках І-16, ЛаГГ-3. У листопаді 1943 року був направлений на стажування на фронт. У складі 162-го ІАП, що діяв на Білоруському фронті, здійснив 12 бойових вильотів на Як-7Б.
Влітку 1945 року заступник командира 300-го ІАП капітан Пепеляєв брав участь у прикритті військ 2-го Далекосхідного фронту, що діяв проти японських збройних сил. Здійснив тут понад 30 бойових вильотів на Як-9Т. Восени 1945 року, після того, як американські війська почали висаджуватися в портах Жовтого моря, Пепеляєв, бувши вже командиром 300-го ІАП, був відряджений у Маньчжурію.
У грудні 1947 року закінчив Вищі льотно-тактичні курси удосконалення офіцерського складу і був призначений заступником командира 196-го ІАП, частини, льотчики якої одними з перших освоїли реактивні літаки: 1949 року — Ла-15, а навесні 1950-го — МіГ-15. Його залучають для участі в авіаційних парадах. У парі з військовим льотчиком Валентином Лапшиним, першими в країні, вони продемонстрували так званий зустрічний пілотаж на МіГ-15 — один із найризикованіших і найвразливіших видів повітряної вистави, коли літаки, що зближуються з граничною швидкістю, розходяться за кілька метрів.
У 1949 році його призначили командиром 196-го винищувального авіаційного полку, а наступного року полк направили до Китаю для участі в Корейській війні. 196-й винищувальний авіаполк поряд із 17-м ІАП був найкращим за підсумками бойової діяльності, домігся під час ведення повітряних боїв видатних результатів, його льотчики збили 108 літаків противника, втративши при цьому 10 винищувачів МіГ-15 і 4-х льотчиків.
За час бойових дій у Кореї він змінив три МіГ-15 з бортовими номерами 325, 925 і 760. Сам збитий не був, хоча «325» довелося списати через деформації фюзеляжу та оперення, що сталися під час повітряних боїв. З червня 1951 року Пепеляєв і льотчики його полку одними з перших у країні стали літати на МіГ-15біс, новітній машині того часу, що відрізнялася потужнішим двигуном ВК-1 та ефективнішими повітряними гальмами.
Пепеляєв провів бій у вересні 1951 року, коли в чисельно рівному бою з 8-ма американськими машинами льотчики веденої ним групи збили 4 літаки, з них 2 знищив він сам. 6 жовтня командир підбив «Сейбр», який здійснив вимушену посадку на території, контрольованій північнокорейськими військами. За лічені години машина була вивезена з місця вимушеної посадки й незабаром евакуйована в СРСР. Це був перший захоплений «Сейбр». Ціна трофея була настільки висока, що, ставши предметом інтриг, його в підсумку не зарахували Пепеляєву. Зопалу Пепеляєв сказав учасникам цієї історії, що за брехню їх покарає Бог. У своїх мемуарах він зазначив, що його слова збулися: протягом кількох років після цього в авіакатастрофах загинули Шеберстов, який претендував на те, що «посадив» цей «Сейбр», його ведений Лазутін і командир 176-го авіаполку Вишняков, який їх підтримав.
Загалом Пепеляєв здійснив у Кореї 108 бойових вильотів (з них 101 бойовий виліт 1951 року), у 38 повітряних боях здобув 23 перемоги над реактивними літаками противника (1 F-80, 2 F-84, 2 F-94, 18 F-86 «Sabre»). Три перемоги він віддав своєму веденому Рижкову, і вони не ввійшли в офіційний рахунок Пепеляєва; таким чином, офіційно йому було зараховано 20 перемог. Сам Пепеляєв у бесіді з істориками повітряної війни в Кореї Юрієм Тепсуркаєвим і Леонідом Криловим сказав щодо своїх повітряних перемог таке: «У дванадцяти я впевнений. Це точно на всі 100 %. Якщо натягнути, то, можливо, п'ятнадцять». За багатьма джерелами Пепеляєв здобув 23 перемоги.
Указом Президії Верховної Ради СРСР від 22 квітня 1952 року за мужність і відвагу, виявлені під час виконання спеціального урядового завдання, полковнику Пепеляєву було надано звання Героя Радянського Союзу.
У 1958 році Євген Пепеляєв закінчив Військову академію Генштабу і був призначений на посаду командира 133-ї винищувальної авіаційної дивізії, дислокованої в Ярославлі. З осені 1960 року він — начальник авіації 78-го винищувального авіаційного корпусу ППО в Брянську. 1961 року, діставши травми під час аварії літака, був списаний з льотної служби, після чого служив на Центральному командному пункті Військ ППО СРСР. Демобілізований у 1973 році.
За своє льотне життя полковник Пепеляєв налітав понад 2000 годин, освоїв близько 30 типів крилатих машин, серед них реактивні винищувачі: Як-15, Як-17, Як-25, Ла-15, МіГ-15, МіГ-17, МіГ-19, Су-9.
Після демобілізації Пепеляєв жив у Москві, працював у закритому військово-авіаційному НДІ. Помер 4 січня 2013 року. Похований на Миколо-Архангельському кладовищі.

## Нагороди
- Герой Радянського Союзу (22 квітня 1952)
- 2 ордени Леніна (10 жовтня 1951, 22 квітня 1952)
- 3 ордени Червоного Прапора (25 липня 1949, 2 червня 1951, 30 грудня 1956)
- Ордена Вітчизняної війни 1-го (11 березня 1985) та 2-го (29 вересня 1945) ступенів
- 2 ордени Червоної Зірки (1951, …)
- Медаль «За бойові заслуги» (1946)
- інші медалі

## Мемуари
- Пепеляев Е. Г. «Миги» против «Сейбров» (перше видання — М.: НПП «Дельта», 2000). — М.: Яуза, Эксмо, 2005. — 76 с. — ISBN 5-699-14274-6.

## Пам'ять
У червні 2015 року в Москві на будинку 66, корпус 1 по Зеленому проспекту, де багато років жив льотчик, на його честь було встановлено меморіальну. На церемонії відкриття була присутня його вдова Марія Костянтинівна. На її місці в лютому 2022 року встановлено нову бронзову меморіальну дошку з барельєфом Героя, автор: скульптор Ігор Бурганов.
22 серпня 2022 року в місті Бодайбо Іркутської області, де народився льотчик, на території міського парку відкрито бюст на його честь.